# Sakontala
Sakontala, D. 701, és una òpera inacabada en tres actes composta el 1820 per Franz Schubert sobre un llibret de Johann Philipp Neumann. L'òpera es basa en la història en sànscrit de l'amor de Shakuntala pel rei Duschmanta i el seu rebuig.

## Origen i context
Schubert va començar a compondre aquest treball l'octubre de 1820, però es va aturar a la primavera de 1821 perquè el Wiener Staatsoper li va demanar que adaptés Zemire und Azor de Louis Spohr, amb un tema molt proper. Per al primer i segon acte, només hi ha esbossos per a onze escenes fragmentades que reprodueixen les línies melòdiques fonamentals dels cants i els baixos.

## Estructura
L'obra és per a catorze sopranos, tres mezzosopranos, cinc tenors, nou baixos, cor mixt i orquestra.
Acte I
1. Introduktion: Das holde Licht des Tages
2. Arie: Du hoffest im Arme des Gatten
3. Quintett: Hier liegen wir im Staub gebeuget
4. Arie: Wie fühl' ich, ihr Götter
5. Chor der Waldnymphen: Wo du wandelst
6. Arie: Noch schläft Dau goldne Sonne
7. Finale Jo: Sieg deinen Fahnen, König
Acte II
8a. Terzett: Komm nur Dieb
8b. Terzett: Així que liebes Brüderchen
9. Quartett: Rosenzeit der Freuden
10. Septett: Mit liebendem Verlangen
11. Arie: Trauet auf Götter

## Enregistraments
- Karl Aage Rasmussen, Frieder Bernius 2CD Carus 2008[2]